# Crnicsani (Dojran)
Crnicsani (macedónul: Црничани) település Észak-Macedóniában, a Délkeleti körzet Dojrani járásában.

## Népesség
| Lakosok száma | 157  | 169  | 188  | 214  | 229  | 223  | 221  | 189  |
|               | 1948 | 1953 | 1961 | 1971 | 1981 | 1991 | 2002 | 2021 |

2002-ben 221 lakosa volt, akik közül 126 szerb, 93 macedón és 2 egyéb nemzetiségű.